# Chapelle Saint-Venceslas

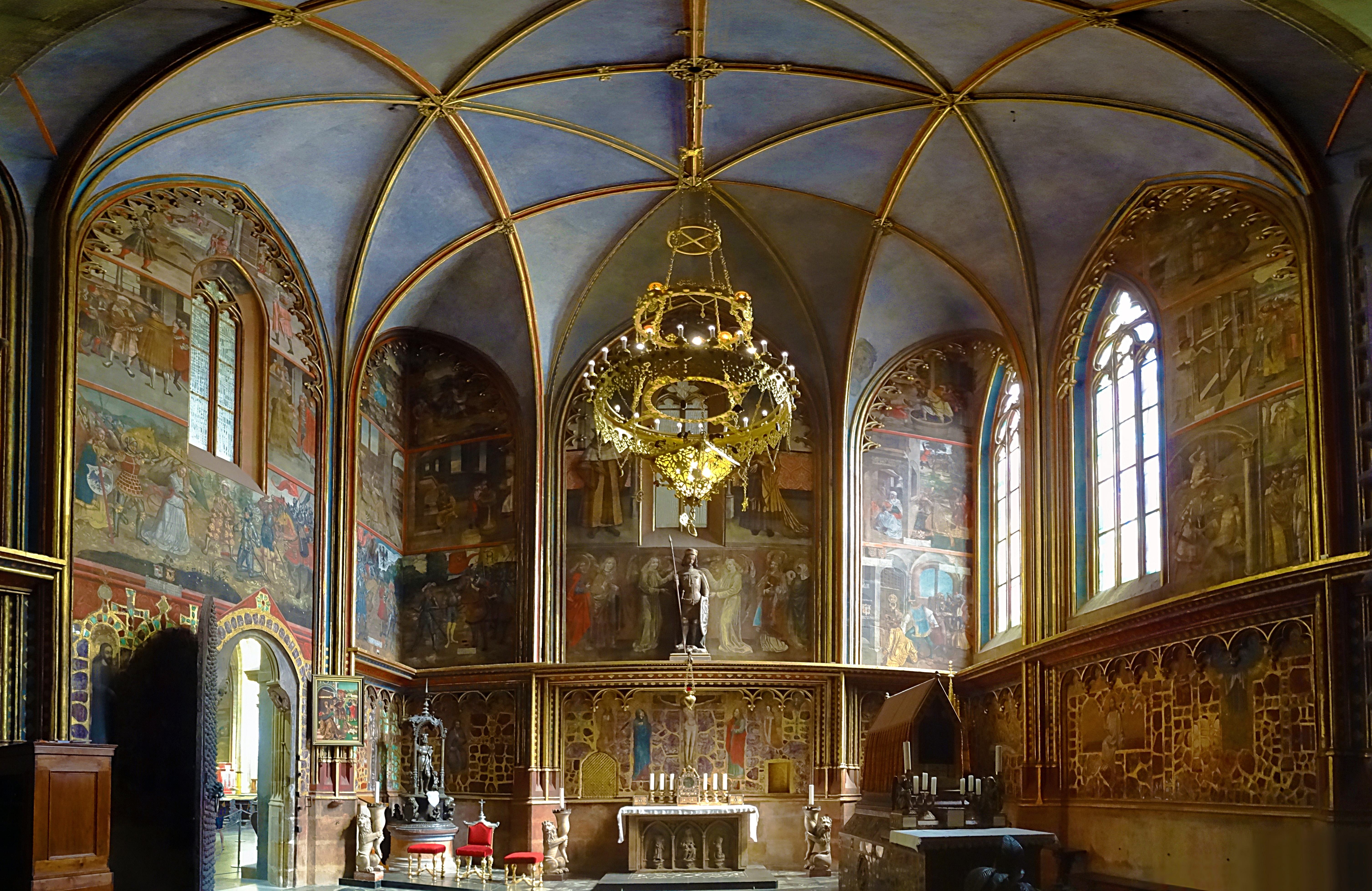
Vue de l'intérieur de la chapelle Saint-Venceslas en août 2016.

La chapelle Saint-Venceslas est une chapelle de la cathédrale Saint-Guy de Prague, à Prague, en République tchèque. Édifiée au milieu du XIVe siècle par Peter Parler, sur la sépulture du duc Venceslas Ier de Bohême, saint patron  de la République Tchèque,  elle est l'une des plus anciennes chapelle de cette cathédrale catholique, ainsi que la plus décorée, la partie inférieure de ses murs étant recouverte de jaspe et d'améthyste.  Une porte de la chapelle donne par ailleurs sur la pièce où est conservée la couronne des rois de Bohême (dite couronne de saint Venceslas) et le reste des joyaux de la couronne de Bohême.